# سيدي عثمان (سيدي العابد)
سيدي عثمان هي إحدى مشيخات المملكة المغربية، تتبع جغرافيا لإقليم تاونات وإداريًا لسيدي العابد. يقدر عدد سكانها بـ 4615 نسمة حسب الإحصاء الرسمي للسكان والسكنى لسنة 2004.